# K2-33 b

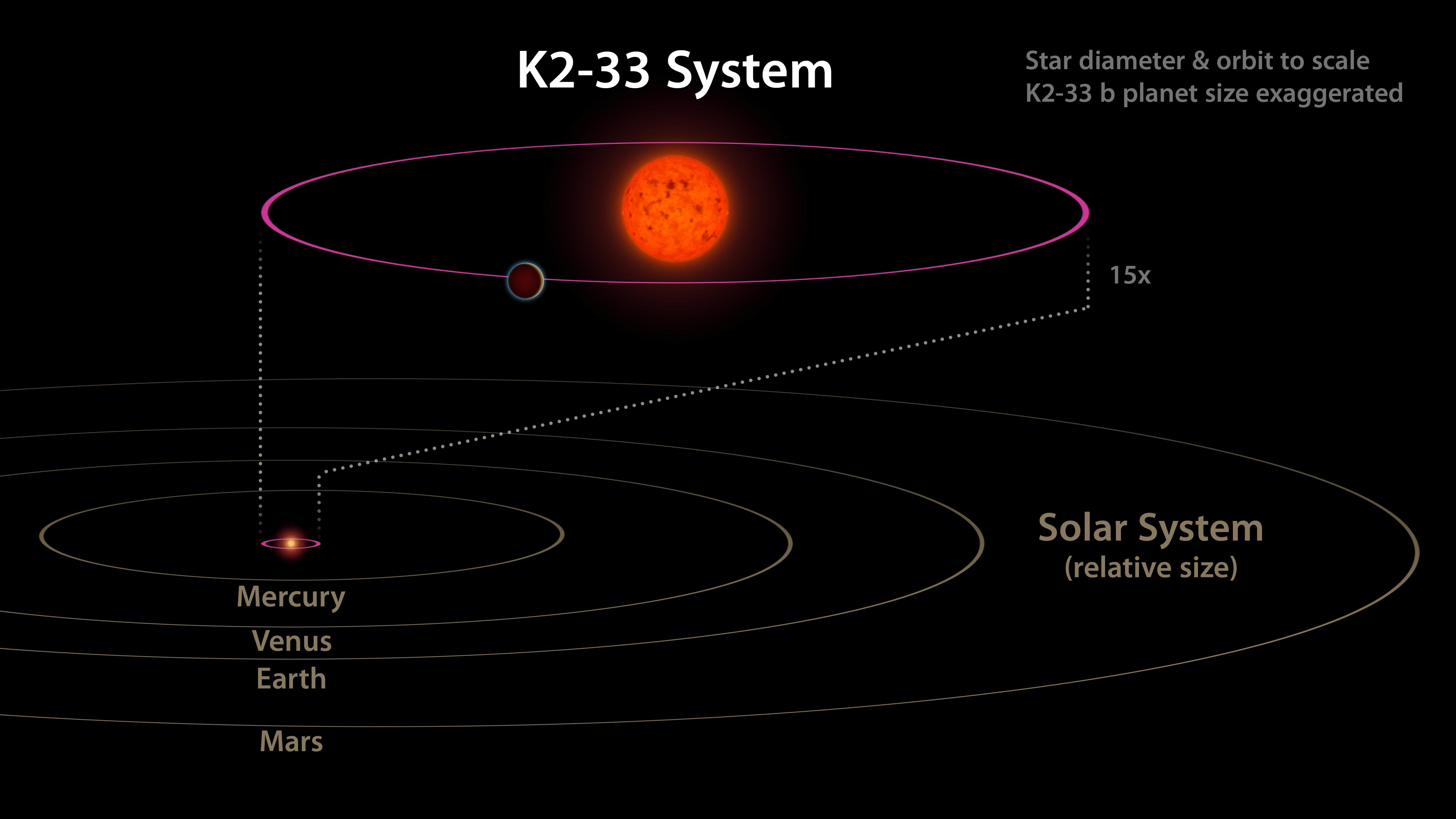

K2-33B는 주계열성 이전의 K2-33을 공전하는 매우 젊은 슈퍼 해왕성인 외계 행성이다. 가스 행성에 속하며, 그것은 NASA의 케플러 우주선에 의해 "세컨드 라이트" 임무에서 발견되었다. 그것은 전갈자리에 위치하고 있으며 지구에서 약 456 광년(140 파섹) 떨어져 있다. 이 외계 행성은 행성이 항성 앞을 가로지르면서 발생하는 조광 효과를 측정하는 트랜짓 방식을 이용해 발견되었다. 알려진 외부 행성들 중에서 K2-33B는 930만 년밖에 되지 않은 아주 어린 것으로 여겨진다.

## 특징
K2-33B는 해왕성보다 질량과 반지름이 큰 엑소플라넷인 초 해왕성이다. 평형온도는 850K(577 °C; 1,070 °F)이다. 그것의 반지름은 5.04이다. 반면에 외부 행성의 질량은 아직 제한되지 않았지만, 상위 추정치는 질량이 3.6이다. 이 행성은 K2-33이라는 이름의 주계열성 이전인 M형 항성 주위를 돈다. 이 별의 질량은 0.54이고 반지름은 1.05이다. 표면온도는 3540K이고 930만년 된 젊은 항성인 것이다. 이에 비해 태양은 46억 년이고 표면온도는 5778 K이다. 태양과 비슷한 양의 금속을 가지고 있으며, 금속성([Fe/H])은 0이다. 그것의 발광도()L☉는 태양의 15%이다.이 별의 겉보기 크기로 볼 때는 즉 지구의 관점에서 얼마나 밝게 나타나는가는 14.3이다. 따라서 육안으로는 보이지 않을 정도로 어렴풋하다. K2-33B는 0.049AU의 거리에서 5.424일의 공전 궤도 기간으로 주성 주위를 공전한다.(태양으로부터의 수성과에 거리가 약 0.38AU인 것에 비교한 것이다.) 이러한 행성은 아마도 태양으로부터 지구보다 약 125배나 많은 햇빛을 받을 것이다. 이 행성은 약 930만년으로 추정되는 현저하게 젊은 나이로 가장 잘 알려져 있다. 이러한 나이를 감안할 때에 행성계는 지구 역사의 미오세 시대 말기에 형성되었을 가능성이 가장 높다. 이 행성에 대해 행해진 관찰은 그것이 사실 아직 개발 단계에 있는 원시행성만이 아니라 완전히 형성된 외행성이라는 것을 확인시켜 주었다. 엑소플라넷의 질량과 반지름은 이 문장을 구속하는데 도움이 된다. K2-33B는 최연소로 확인된 외부 행성이다. 이렇게 어린 나이에 현재까지 발견된 다른 외계행성들은 비교적 드물며 모두 비변환적이다.(HD 95086, HIP 78530과 같은 뜨거운 A형 및 B형 항성 주변에서 검출된 것도 있지만 질량 때문에 갈색왜성일 수 있다.) K2-33B의 발견과 같은 학술지 네이처지에 게재된 뜨거운 목성 엑소플라넷 V830 타우 b는 약 200만년(인류가 지구에서 진화했을 무렵)의 최연소 엑소플라넷이다. K2-33B와 V830 Tauri B의 발견은 1995년에 첫 번째 외부행성인 페가수스자리 51 b의 발견 이후 외부행성 분야의 공개적인 질문인 얼마나 가까운 행성들이 형성되는지를 설명하는 데 가장 주목할 만하다. 이들 외부 행성의 젊은 나이를 감안할 때에 행성 이동에 대한 여러 이론은 가까이 있는 행성을 형성하는 데 너무 오랜 시간이 걸리기 때문에 배제될 수 있다. K2-33B에 대한 가장 그럴듯한 형성 시나리오는 행성이 제자리에 형성되었을 가능성은 남아 있지만 항성으로부터 더 멀리 떨어진 곳에 형성된 다음에 원행성 원반을 통해 안쪽으로 이주한 것이다. 패서디나에 있는 칼텍의 트레버 데이비드는 엑소플라넷의 발견에 대해 우리가 대답하고 있는 질문은 이 행성들이 그 뜨거운 궤도에 진입하는데 오랜 시간이 걸렸는가 아니면 아주 초기 단계에서부터 그곳에 있었을 수 있었는가에 대해서 우리는 적어도 이 한 가지 경우에는 그들이 실제로 아주 초기 단계에 있을 수 있다고 말하고 있다. 그러한 외부 행성의 젊은 나이를 이해하는 것은 결국 행성 형성이 어떻게 작용하는지에 대해 과학자들을 이끌게 하고 태양계와 다른 행성계들이 발견되는 기원에 대한 몇 가지 단서를 제공하는 데 도움을 줄 수 있을 것이다. 2014년 NASA의 케플러 우주선은 원자로 바퀴 2개가 전년에 고장 나 1차 임무가 종료된 후 "세컨드 라이트" 임무를 시작했다. 2014년 8월 23일부터 11월 13일까지 우주선은 K2-33이 포함된 어퍼 스콜피우스 핵에서 데이터를 수집했다. 외계행성은 두 개의 독립적인 연구 그룹에 의해 동시에 발견되었는데 하나는 캘리포니아 공과대학교의 천문학자들이 다른 하나는 오스틴에 있는 텍사스 대학교의 천문학자들이 이끌었다. 이 별은 2016년 1월 말, 2월, 3월에 연구되었다. 맥도날드 천문대의 2.7m 할란 J. 스미스 망원경에 있는 몰입 그래팅 적외선 분광계(IGRINS)로 관측되었다. K2-33B의 경우 대략 5일마다(궤도 기간) 발생하는 각각의 트랜지트를 관찰한 결과에 따르면 결국 행성체가 5일 주기적인 트랜지트를 담당한다는 결론이 내려졌다. 이러한 발견은 나사의 발표로 2016년 6월 20일에 발표되었다.

## 같이 보기
- 천문학
- 은하수
- 외계행성
- 가스행성